# Acorduloceridea nantina
Acorduloceridea nantina – gatunek błonkówki z rodziny Pergidae.

## Taksonomia
Gatunek ten został opisany w 1990 roku przez Davida Smitha. Holotyp (samiec) został odłowiony 11 km na zach. od miejscowości Las Cejas w prowincji Tucumán  w Argentynie. 

## Zasięg występowania
Ameryka Południowa, znany jedynie z argentyńskiej prowincji Tucumán.